# 小行星25364
小行星25364（25364 Allisonbaas）是一颗绕太阳运转的小行星，为主小行星带小行星。该小行星于1999年10月19日发现。

## 轨道参数
小行星25364的轨道半长轴为372 156 823 km，2.4876793 UA，离心率为0.117。